# Улица Бехтерева (Екатеринбург)
У́лица Бе́хтерева — улица в жилом районе «Пионерский» Кировского административного района Екатеринбурга.

## Происхождение названия
Улица названа в честь Владимира Михайловича Бехтерева (1857—1927) — известного невролога и психолога, основателя научной школы, организатора и руководителя психоневрологического института (1908; ныне им. Бехтерева).

## Расположение и благоустройство
Улица идёт с запада-северо-запада на восток-юго-восток между улицами Вилонова и Ирбитская (частично), начинаясь от примыкания к улице Данилы Зверева и заканчиваясь у примыкания к улице Боровой. В 1988 году улица начиналась от улицы Голощёкина (сейчас ул. Данилы Зверева) и заканчивалась у улицы Менжинского. Текущая протяжённость улицы составляет около 250 метров. Ширина проезжей части — одна полоса в каждую сторону.
На начальном участке нечётной стороны улица оборудована тротуаром.

## История
Впервые обозначена на карте Свердловска 1947 года как застраиваемая. Позднее часть улицы между ул. Менжинского и Боровой была застроена и на её месте была возведена многоэтажная жилая застройка.

## Здания и сооружения
Внимание! Этот раздел содержит информацию по состоянию на май 2012 года
По нечётной стороне:
- № 3 — тринадцатиэтажный кирпичный жилой дом 2007 года постройки.

По чётной стороне:
- № 4 — пятиэтажный 64-квартирный кирпичный жилой дом 1964 года постройки;
- № 6 — пятиэтажный 80-квартирный панельный жилой дом 1971 года постройки.

## Транспорт

### Наземный общественный транспорт
Движение наземного общественного транспорта по улице не осуществляется. Недалеко от примыкания к улице Данилы Зверева находится остановка «Данилы Зверева»:
Автобус: № 14, 28, 48;
Маршрутное такси: № 05а, 81, 030, 046, 052, 063, 64.

### Ближайшие станции метро
Действующих станций метро поблизости нет. В отдалённой перспективе в 700 м от начала улицы планируется строительство станции  «Комсомольская».